# Pseudotorymus
Pseudotorymus är ett släkte av steklar som beskrevs av Masi 1921. Pseudotorymus ingår i familjen gallglanssteklar.

## Dottertaxa tillPseudotorymus, i alfabetisk ordning[1][2]
- Pseudotorymus acythopeusi
- Pseudotorymus africanus
- Pseudotorymus amethystinus
- Pseudotorymus amuthae
- Pseudotorymus annamalaicus
- Pseudotorymus arvernicus
- Pseudotorymus australis
- Pseudotorymus bollinensis
- Pseudotorymus capreae
- Pseudotorymus ephedrae
- Pseudotorymus euphorbiae
- Pseudotorymus frontinus
- Pseudotorymus grisselli
- Pseudotorymus harithavarnus
- Pseudotorymus indicus
- Pseudotorymus krygeri
- Pseudotorymus lazulellus
- Pseudotorymus leguminosae
- Pseudotorymus leguminus
- Pseudotorymus medicaginis
- Pseudotorymus mesembryanthemumi
- Pseudotorymus militaris
- Pseudotorymus napi
- Pseudotorymus nephthys
- Pseudotorymus pannonicus
- Pseudotorymus papaveris
- Pseudotorymus pulchellus
- Pseudotorymus regalis
- Pseudotorymus rosarum
- Pseudotorymus salemensis
- Pseudotorymus salicis
- Pseudotorymus salviae
- Pseudotorymus sapphyrinus
- Pseudotorymus stachidis
- Pseudotorymus tarsatus
- Pseudotorymus vittiger